# Chof Aschkelon (Regionalverwaltung)
Chof Aschkelon (hebräisch מוֹעָצָה אֲזוֹרִית חוֹף אַשְׁקְלוֹן Mōʿatzah Asōrīt Chōf Aschqəlōn, deutsch ‚Regionaler Rat Küste Ascalons‘) ist eine Regionalverwaltung in Israel. Im 167 km² großen Regionalverbund leben 19.343 Menschen (Stand: Januar 2022).

## Geschichte
Die Regionalverwaltung wurde im Jahr 1950 gegründet.
Am Schabbat dem 2. Juni 2018 wurde durch einen aus dem Gazastreifen steigen gelassenen Branddrachen ein Großbrand im Carmia-Naturpark ausgelöst, der mindestens ein Drittel des Schutzgebietes zerstörte. Behörden sprechen vom schlimmsten Brand, seit Palästinenser beginnend am 30. März 2018 Feuerdrachen einsetzen.

Der Chof Aschqelon (dunkelgrün) um die gleichnamige Stadt herum gelegen, neben anderen Gebietskörperschaften

## Gliederung
Der Verband verwaltet 19 Siedlungen, darunter 5 Kibbuzim, 11 Moschavim, zwei Jischuvim und einen Kfar Noʿar.
- Kibbuzim:
  - Gvarʿam (גְּבַרְעָם)
  - Jad Mordechai
  - Karmijja (כַּרְמִיָּה)
  - Nizzanim (נִצָּנִים)
  - Siqim
- Moschavim:
  - Beit Schiqma (בֵּית שִׁקְמָה)
  - Berechja (בֶּרֶכְיָה)
  - Chelez
  - Geʾah (גֵּיאָה)
  - Hodijja (הוֹדִיָּה)
  - Kochav Michaʾel (הוֹדִיָּה)
  - Mavqiʿim (מַבְקִיעִים)
  - Maschʿen (מַשְׁעֵן)
  - Netiv haʿAssara (נְתִיב הָעֲשָׂרָה)
  - Nir Jisraʾel (נִיר יִשְׂרָאֵל)
  - Talmei Jaffe (תַּלְמֵי יָפֶה)
- Jischuvim:
  - Bat Hadar (בַּת הָדָר)
  - Beʾer Gannim (בְּאֵר גַּנִּים)
  - Nizzan (נִצָּן)
  - Nizzan Beit (נִצָּן ב')
- Jugenddorf (כְּפַר נֹעַר Kfar Noʿar)
  - Kfar Silver (כְּפַר סִילְבֶר)

## Einwohner
Das israelische Zentralbüro für Statistik gibt für die Regionalverwaltung folgende Einwohnerzahlen an:
| Jahr der Volkszählung | 1961  | 1972  | 1983  | 1995  | 2006   | 2008   | 2009   | 2010   | 2011   | 2012   | 2013   | 2014   |
| Anzahl der Einwohner  | 5.000 | 6.100 | 7.000 | 7.400 | 12.000 | 12.600 | 13.000 | 13.500 | 14.100 | 14.700 | 15.000 | 15.600 |